# Wolfhaag
Wolfhaag is een buurtschap in de Nederlandse gemeente Vaals (Limburg). De buurtschap ligt op de zuidelijke helling van het Selzerbeekdal in de overgang naar het Plateau van Vijlen. Hoewel het slechts circa 160 inwoners telt, heeft het wel enige landelijke bekendheid, doordat het boven op de Eschberg ligt, beter bekend als de pas van Wolfhaag. Onder meer de wielerklassieker Amstel Gold Race neemt dit obstakel en doet daarbij Wolfhaag aan.
In de nabijheid van de buurtschap ontspringen verschillende bronnen die de Zieversbeek voeden. Dichtbij gelegen gemeentes/buurtschappen/steden zijn: Gemmenich (BE), Raren en Vaals. Vlakbij loopt de Gemmenicherweg, die loopt van Vaals naar de grens met Gemmenich in Plombières in België. Ten noordoosten van Wolfhaag ligt het Bokkebosje.
In het Vijlenerbos nabij Wolfhaag staat het Monument voor Jos Saive die herinnert aan een Nederlands oorlogsslachtoffer tijdens de Tweede Wereldoorlog.
Dorpen: Holset · Lemiers · Vaals · Vijlen

Buurtschappen: Raren · Mamelis · Camerig · Cottessen · Harles · Melleschet · Oud-Lemiers · Rott · Wolfhaag

Limburg: Steden en dorpen      Nederland: Provincies · Gemeenten